# Bornholms Jernbanemuseum
Bornholms Jernbanemuseum eller DBJ Museum er, som navnet antyder, et jernbanemuseum på Bornholm. Museet ligger i Nexø og beskæftiger sig med De Bornholmske Jernbaner, ofte forkortet DBJ. Samlingen består af billeder, togvogne fra De Bornholmske Jernbaner og et mindre stationsmiljø.